# Galeusca

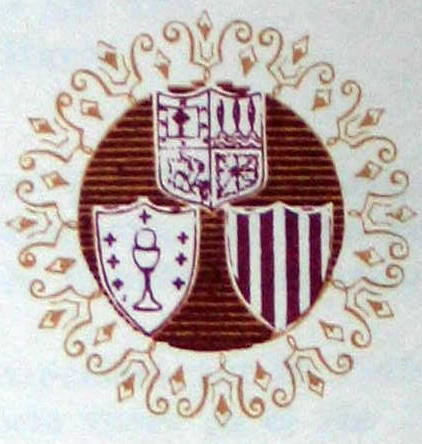
Anagrama del Galeusca.

Galeusca (acrónimo de «Galicia, Euskadi y Cataluña») es el nombre con el que han sido designados varios pactos entre partidos y políticos nacionalistas de Galicia, el País Vasco y Cataluña desde 1923 hasta la actualidad, así como por asociaciones culturales de estas tres regiones. Según el tipo de acuerdo, período o interlocutor, se pueden encontrar varias grafías: Galeusca, Galeuzca, Galeuzka, GalEusCa y también Galeuscat.

## El Pacto Galeusca de 1923
El primer pacto Galeusca (también denominado Triple Alianza) fue firmado en la sede del Centre Autonomista de Dependents del Comerç i de la Indústria (CADCI) el 11 de septiembre de 1923 por representantes de varias asociaciones y partidos:
- De Cataluña, de Estat Català Francesc Macià, de Unió Catalanista Josep Riera y Pere Manen, y de Acció Catalana Jaume Bofill y Antoni Rovira i Virgili.
- De Galicia, de las Irmandades da Fala Alfredo Somoza y Federico Zamora y de la Irmandade Nazonalista Galega Vicente Risco.
- Del País Vasco, Elias Gallastegi Gudari, José Domingo Arana, Manuel Eguileor y Telesforo Uribe-Etxebarría, del Partido Nacionalista Vasco (sector Aberri). Más tarde se unieron Julien Arrien y Jesús María de Leizaola, de Comunión Nacionalista Vasca.

En el documento se reclamaba la plena soberanía política para las tres regiones de las que procedían, definidas como naciones y se proponía la creación de un consejo conjunto para unir fuerzas. Aun así, durante la dictadura de Primo de Rivera, las diferencias ideológicas entre Estat Català y el PNV y la escasa fuerza política de los nacionalistas gallegos dejaron el proyecto en vía muerta. Nacionalistas gallegos y catalanes participarían en el Pacto de San Sebastián. No así los vascos. 

## Los Pactos Galeusca de 1933 y 1934
Hasta 1933 no se volvió a proponer la reactivación del pacto, cuando el PNV se alió con Francesc Cambó, Acció Catalana y Palestra. El 2 de abril de 1933 Castelao viajó a Guernica para participar en un mitin organizado por ANV, al que también asistieron miembros de esta formación y el miembro de ERC Riera i Puntí. Allí Castelao firma un convenio solidario entre las tres naciones, junto a Riera i Puntí y Sabin Seijo, de ANV. El texto firmado decía lo siguiente:

Vascos, catalanes y gallegos identificados, ante el problema de la liberación de nuestros respectivos pueblos, hoy sellamos bajo el árbol de Gernika el pacto de solidaridad mutua que nos traerá la satisfacción de ese anhelo.
Gernika, 2 de abril de 1933.

Gora Euskadi Askatuta

Seijo'tar Sabin

Viva Galiza Ceibe

Alfonso R. Castelao

Viva la Cataluña libre

Dr. J. Riera i Puntí

Fue creciendo el interés por un pacto trinacional, incorporándose el PNV, y entablarndo conversaciones, que darían fruto en el Pacto de Compostela o Galeuzca, firmado en las instalaciones del Seminario de Estudios Gallegos el 25 de julio de 1933. Pero en 1934, al surgir un conflicto entre el gobierno radical de la República y el País Vasco, con motivo de las elecciones municipales, una delegación de parlamentarios catalanes presidida por el diputado de Esquerra Republicana de Catalunya Josep Tomàs i Piera fue a Guernica, donde fue ratificado el nuevo pacto. Durante la Guerra Civil, y una vez obtenida la autonomía para el País Vasco, el PNV prefirió aliarse con Esquerra Republicana de Catalunya y durante un tiempo se hizo mucha propaganda del pacto; cuando el País Vasco fue ocupado por las tropas franquistas en 1937, el gobierno autónomo se instaló en Barcelona.

## El Pacto Galeusca de 1941

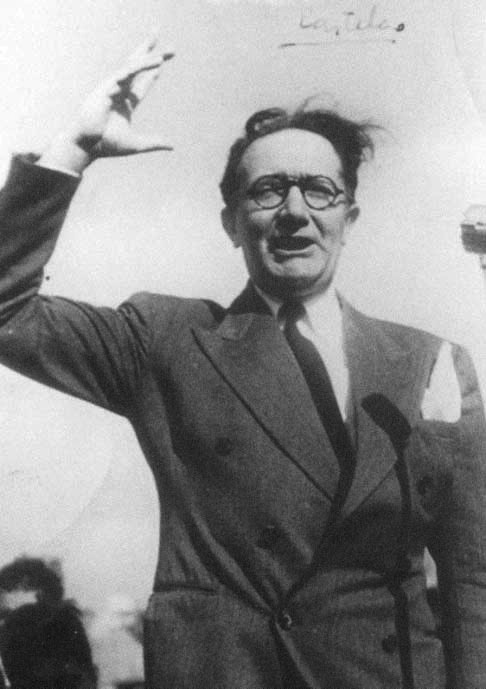
Castelao hablando en Montevideo en un acto de Galeuzca en 1945.

Durante el exilio, el 9 de mayo de 1941, se promovió el segundo pacto en Buenos Aires, bajo el nombre de Galeuzka, reclamando la autodeterminación de los tres pueblos y el apoyo de los Aliados. Los firmantes fueron:
- De Cataluña, Manuel Serra, Josep Escolà y Pere Mas, del CADCI y la Generalidad de Cataluña en el exilio.
- Del País Vasco, Ramón María Aldasoro, José María Lasarte y Francisco Basterrechea, del PNV y del gobierno vasco en el exilio.
- De Galicia, Castelao, Antonio Alonso Ríos y Lino Pérez, del Partido Galeguista y del Consello de Galiza en el exilio.

El pacto fue ratificado en México el 22 de diciembre de 1944 por representantes de la comunidad catalana de México, PNV, ELA-STV, Partido Galleguista, Estat Català, Acció Catalana, CADCI, el Secretariado de Militantes de ERC, el Partit Socialista Català y la Unió de Catalans Independents. Estos nombraron un secretariado tripartito formado por Joan Loperena (Cataluña), José Luis Irisarri (País Vasco) y Juan López (Galicia). Entre otros objetivos, se proponía combatir la dictadura franquista, afirmar la identidad de las tres naciones, defender sus derechos, trabajar por el restablecimiento de la república y oponerse a la restauración de la monarquía.
Aun así, no llegó a tener ningún resultado práctico porque fue descalificado tanto por Josep Irla, presidente de la Generalidad de Cataluña en el exilio, como por José Antonio Aguirre, lehendakari en el exilio, de forma que en marzo del 1945 había fracasado en sus objetivos. No obstante, su recuerdo ha animado a numerosos intelectuales en el interior y el exilio. En agosto de ese año se publicó el primer número de la revista Galeuzca, de publicación mensual, que tendría una duración de 12 números. Josep Tarradellas también expresó su oposición al Pacto de Galeuzca, en una conversación mantenida en 1946:

Yo no creo en Galeuzca. No soy partidario de situar el problema gallego a la misma altura que el catalán y el vasco. No podemos establecer vínculos de solidaridad con Galicia. .../... Galeuzca es un desafío contra Madrid. El desarrollo de esa política sólo podrá conducirnos a crear dificultades muy fuertes a los problemas catalán y vasco. Yo no puedo aceptar esa responsabilidad. Por eso no apoyaremos la política de Galeuzca ni aceptamos tampoco el nombre que no es muy afortunado.

Este fracaso del pacto afectó mucho a Castelao, cuya relación con Aguirre se estaba enfriando, hasta el punto de que en una carta a Manuel Irujo culpó de la muerte del pacto a Aguirre.

## La declaración de Barcelona
La declaración de Barcelona hecha pública el 16 de julio de 1998 por Convergència i Unió, el PNV y el Bloque Nacionalista Gallego intentaba recuperar el espíritu de la Galeusca original en contra de la política antiautonomista del presidente José María Aznar y tuvo como resultado la candidatura Galeusca-Pueblos de Europa, una coalición de CiU, el PNV, el BNG, el Bloc Nacionalista Valencià (BNV) y el Partit Socialista de Mallorca - Entesa Nacionalista, que se presentó a las elecciones al Parlamento Europeo del año 2004.

## La Federación Galeusca
Desde el año 1983 la Associació d'Escriptors en Llengua Catalana (AELC) impulsa los encuentros Galeusca, donde participan asociaciones de escritores catalanes, vascos y gallegos en defensa de su profesión. En el año 2008 se constituyó la Federación Galeusca para agrupar a estas asociaciones, en el 25 aniversario del primer Galeusca.

## Galeusca TV
Tras la modificación en verano de 1995 de la  Ley del Tercer Canal de Televisión  en España que permitía la emisión vía satélite a las televisiones autonómicas, las televisiones públicas de  Galicia (Televisión de Galicia, TVG), País Vasco (Euskal Telebista, ETB) y Cataluña (Televisió de Catalunya TV3) crearon la plataforma de televisión vía satélite Galeusca TV dirigida a la comunidad emigrante española en América. En ella se utilizaban las cuatro lenguas, el castellano, el gallego, el vasco y el catalán en los diferentes segmentos de su programación. El canal Galeusca TV estuvo en el aire desde el 31 de diciembre de 1996 hasta  septiembre de 1998, cuando se disolvió y cada televisión realizó su propio canal internacional vía satélite.